# Reserva Extrativista Marinha do Corumbau
A Reserva Extrativista Marinha de Corumbau (RESEX Corumbau) se situa no extremo sul do estado da Bahia, tendo como limite norte, a "Praia do Espelho", município de Porto Seguro, e como limite sul a "Praia das Ostras", no município de Prado.
Está incluída nos destinos turísticos baianos "Costa do Descobrimento" e "Costa das Baleias". Possui área aproximada de 90.000 ha, abarcando o cinturão marinho de oito milhas náuticas a partir da Linha de Preamar Média (LPM), numa extensão de cerca de 65 km de costa.
A RESEX Corumbau, foi criada por decreto presidencial publicado no Diário Oficial da União em 21 de setembro de 2000, a partir da mobilização da comunidade tradicional de pescadores artesanais. Tem como objetivos básicos proteger os meios de vida e a cultura da população extrativista tradicional da área, e garantir a exploração auto-sustentável e a conservação dos seus recursos naturais.
A população tradicional beneficiária da Resex é fortemente marcada pela descendência da etnia Pataxó, possuindo algumas aldeias entre as localidades que a compõem. A comunidade, que tem no extrativismo pesqueiro sua principal fonte de vida, é composta de cerca de 650 famílias e está distribuída por nove localidades assim chamadas: Curuípe, Nova Caraíva, Caraíva, Aldeias Indígenas de Barra Velha e Bujigão, em Porto Seguro, e Corumbau, Veleiro, Imbassuaba e Cumuruxatiba, em Prado.

## Biodiversidade
Essa Unidade de Conservação de Uso Sustentável compõe a "Região dos Abrolhos" e abriga importantes ecossistemas deste.
A "Região dos Abrolhos" é a de maior biodiversidade marinha do Atlântico Sul, abriga todas as espécies de corais-pétreos do Atlântico Sul, com a existência de espécies de coral endêmicas, como o coral-cérebro-da-bahia (Mussismilia braziliensis), o Favia leptophylla e os octocorais Olindagorgia gracilis, Plexaurella regia e Muricea flammea, entre outros organismos marinhos tais como moluscos e crustáceos.
A região é a principal área de reprodução da baleia-jubarte, (Megaptera novaengliae), espécie citada na Lista Oficial de Espécies Ameaçadas de Extinção, que no período de julho a outubro estimulam expedições turísticas de observação saindo das comunidades da RESEX, especialmente de Cumuruxatiba, que tem esse elemento como um de seus atrativos.
Tartarugas marinhas, também citadas na Lista, usam a área principalmente para alimentação. Algumas espécies, como a tartaruga-cabeçuda (Caretta caretta), também desovam nas praias da região, inclusive nas pertencentes à Resex Corumbau.
Em meio a estes ecossistemas, existem bancos pesqueiros onde são explorados camarões e peixes de vital importância econômica para as comunidades locais.
A Resex Corumbau também abrange ecossistemas de manguezais, especialmente na foz dos rios Caraíva, Corumbau e Cahy que se encontram em bom estado de conservação.
A percepção da importância estratégica da manutenção das práticas tradicionais de exploração, para o alcance das expectativas relacionadas com a sustentabilidade ecológica e cultural foi o motor da criação das Resex.